# Rudy Gay
Rudy Carlton Gay, Jr. (Baltimore, 17 de agosto de 1986) es un exjugador de baloncesto estadounidense que disputó 17 temporadas en la NBA. Mide 2,03 metros de estatura y jugaba en la posición de alero.

## Trayectoria deportiva

### Universidad
Jugó durante dos temporadas con los Huskies de la universidad de Connecticut, en los que promedió 13,6 puntos, 5,9 rebotes y 1,7 tapones por partido, cifras que le hicieron presentarse anticipadamente al draft de la NBA.

#### Estadísticas
| Año     | Equipo      | PJ | PT | MPP  | %TC  | %3P  | %TL  | RPP | APP | ROB | TPP | PPP  |
| ------- | ----------- | -- | -- | ---- | ---- | ---- | ---- | --- | --- | --- | --- | ---- |
| 2004–05 | Connecticut | 31 | 26 | 28.8 | .462 | .467 | .708 | 5.4 | 1.5 | .8  | 1.9 | 11.8 |
| 2005–06 | Connecticut | 33 | 33 | 30.8 | .461 | .318 | .732 | 6.4 | 2.1 | 1.8 | 1.6 | 15.2 |
| Total   | Total       | 64 | 59 | 29.8 | .461 | .378 | .721 | 5.9 | 1.8 | 1.3 | 1.7 | 13.6 |

### Profesional

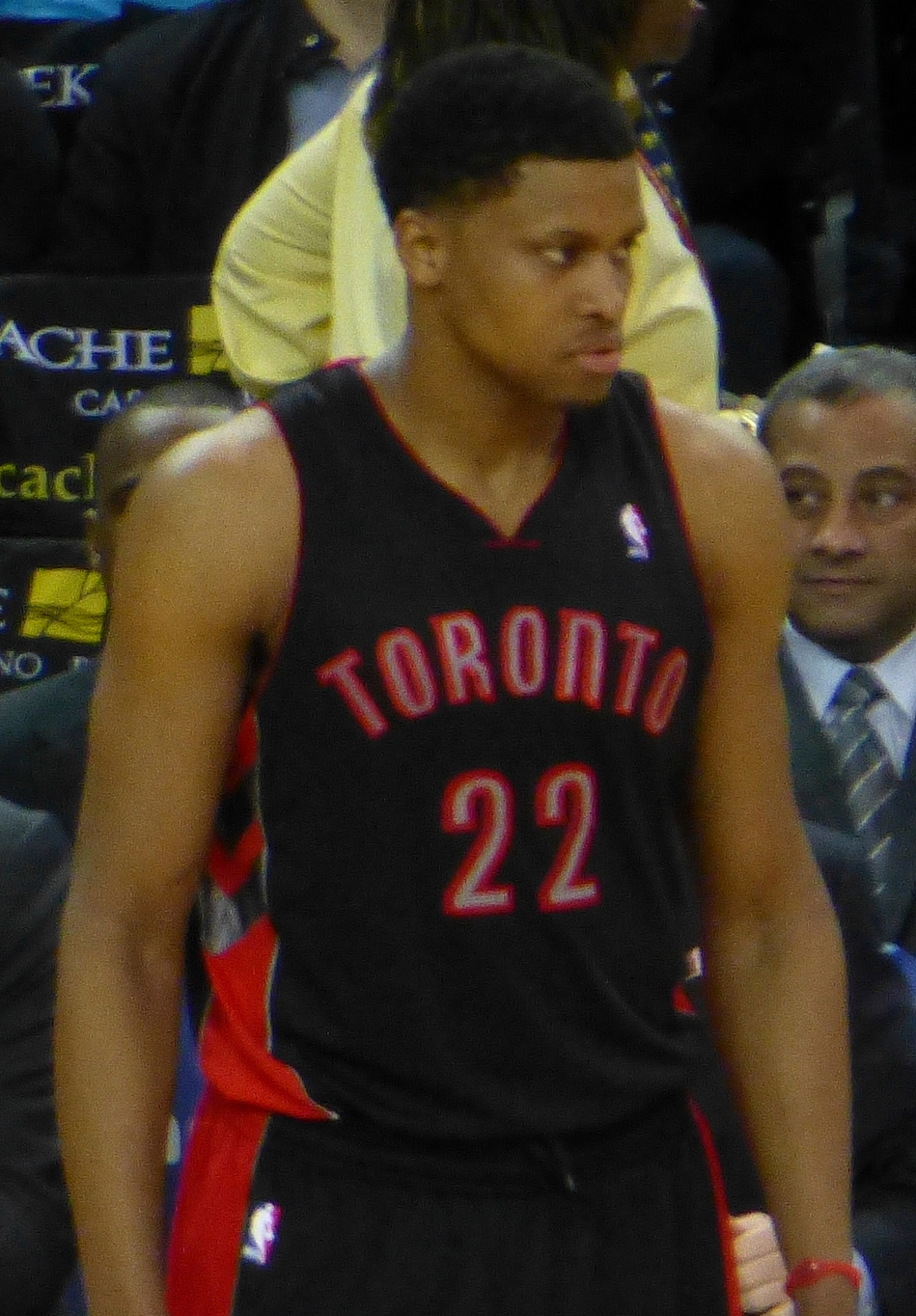
Gay con los Raptors en 2013.

Fue seleccionado en la primera ronda del Draft de la NBA de 2006, en el puesto 8, por Houston Rockets, equipo que lo traspasó a Memphis Grizzlies, a cambio de Shane Battier. Rudy Gay es un jugador conocido y valorado por su rapidez y su capacidad para hacer mates, así como penetrar a canasta.
En el año 2007 participó en el Rookie Challenge (partido entre novatos y jugadores de segundo año dentro del All-Star Weekend), siendo uno de los más destacados en el equipo de los rookies.
En su primer año como profesional promedió 10,8 puntos y 4,5 rebotes, lo que le permitió ser elegido en el mejor quinteto de rookies de la temporada.
El 8 de diciembre de 2013, Gay, Quincy Acy y Aaron Gray fueron enviados a los Sacramento Kings, a cambio a Chuck Hayes, Greivis Vásquez, Patrick Patterson y John Salmons.
El 16 de noviembre de 2014, después de un excelente inició de temporada de los Kings, Gay firmó una extensión de contrato con los mismos por tres temporadas y 40 millones de dólares.
El 6 de julio de 2017, tras haber terminado su contrato con los Kings, fue confirmado como jugador de los San Antonio Spurs, por dos temporadas a cambio de 17 millones de dólares. El 11 de julio de 2018 renovó con los Spurs.
Tras cuatro años en San Antonio, el 2 de agosto de 2021, firma como agente libre con Utah Jazz por $12 millones y 2 años.
Tras dos temporadas en Utah, el 6 de julio de 2023, es traspasado a Atlanta Hawks a cambio de John Collins. Dos días después, es de nuevo traspasado, junto a TyTy Washington y Usman Garuba, a Oklahoma City Thunder, a cambio de Patty Mills. Pero el 19 de julio es cortado por los Thunder, sin llegar a debutar.
El 27 de septiembre de 2023, firma por una temporada con Golden State Warriors, pero fue cortado a una semana del comienzo de la temporada.
A finales de octubre de 2024, a los 38 años y tras una temporada sin equipo, confirma su retirada del baloncesto profesional tras 17 temporadas en la NBA.

### Selección nacional
Con el Team USA ha disputado los Mundiales de Turquía 2010 y España 2014, llevándose el oro en ambos eventos.

## Estadísticas de su carrera en la NBA

### Temporada regular
| Año     | Equipo      | PJ   | PT  | MPP  | %TC  | %3P  | %TL  | RPP | APP | ROB | TPP | PPP  |
| ------- | ----------- | ---- | --- | ---- | ---- | ---- | ---- | --- | --- | --- | --- | ---- |
| 2006-07 | Memphis     | 78   | 43  | 27.0 | .422 | .364 | .727 | 4.5 | 1.3 | .9  | .9  | 10.8 |
| 2007-08 | Memphis     | 81   | 81  | 37.0 | .461 | .346 | .785 | 6.2 | 2.0 | 1.4 | 1.0 | 20.1 |
| 2008-09 | Memphis     | 79   | 78  | 37.3 | .453 | .351 | .767 | 5.5 | 1.7 | 1.2 | .8  | 18.9 |
| 2009-10 | Memphis     | 80   | 80  | 39.7 | .466 | .327 | .752 | 5.9 | 1.9 | 1.5 | .8  | 19.6 |
| 2010-11 | Memphis     | 54   | 54  | 39.9 | .471 | .396 | .805 | 6.2 | 2.8 | 1.7 | 1.1 | 19.8 |
| 2011-12 | Memphis     | 65   | 65  | 37.3 | .455 | .312 | .791 | 6.4 | 2.3 | 1.5 | .8  | 19.0 |
| 2012-13 | Memphis     | 42   | 42  | 36.7 | .408 | .310 | .776 | 5.9 | 2.6 | 1.3 | .7  | 17.2 |
| 2012-13 | Toronto     | 33   | 32  | 34.7 | .425 | .336 | .856 | 6.4 | 2.8 | 1.7 | .7  | 19.5 |
| 2013-14 | Toronto     | 18   | 18  | 35.5 | .388 | .373 | .773 | 7.4 | 2.2 | 1.6 | 1.3 | 19.4 |
| 2013-14 | Sacramento  | 55   | 55  | 34.4 | .482 | .312 | .836 | 5.5 | 3.1 | 1.2 | .6  | 20.1 |
| 2014-15 | Sacramento  | 68   | 67  | 35.4 | .455 | .359 | .858 | 5.9 | 3.7 | 1.0 | .6  | 21.1 |
| 2015-16 | Sacramento  | 70   | 70  | 34.0 | .463 | .344 | .780 | 6.5 | 1.7 | 1.4 | .7  | 17.2 |
| 2016-17 | Sacramento  | 30   | 30  | 33.8 | .455 | .372 | .855 | 6.3 | 2.7 | 1.5 | .9  | 18.7 |
| 2017-18 | San Antonio | 57   | 6   | 21.6 | .471 | .314 | .772 | 5.1 | 1.3 | .8  | .7  | 11.5 |
| 2018-19 | San Antonio | 69   | 51  | 26.7 | .504 | .402 | .816 | 6.8 | 2.6 | .8  | .5  | 13.7 |
| 2019-20 | San Antonio | 67   | 5   | 21.8 | .466 | .336 | .882 | 5.4 | 1.7 | .5  | .5  | 10.8 |
| 2020-21 | San Antonio | 63   | 1   | 21.6 | .420 | .381 | .804 | 4.8 | 1.4 | .7  | .6  | 11.4 |
| 2021-22 | Utah        | 55   | 1   | 18.9 | .414 | .345 | .785 | 4.4 | 1.0 | .5  | .3  | 8.1  |
| 2022-23 | Utah        | 56   | 0   | 14.6 | .380 | .254 | .857 | 2.9 | 1.0 | .3  | .3  | 5.2  |
| Total   | Total       | 1120 | 779 | 30.9 | .452 | .346 | .799 | 5.6 | 2.0 | 1.1 | .7  | 15.8 |

### Playoffs
| Año   | Equipo      | PJ | PT | MPP  | %TC  | %3P  | %TL  | RPP | APP | ROB | TPP | PPP  |
| ----- | ----------- | -- | -- | ---- | ---- | ---- | ---- | --- | --- | --- | --- | ---- |
| 2012  | Memphis     | 7  | 7  | 39.9 | .421 | .211 | .825 | 6.6 | 1.4 | 1.3 | .3  | 19.0 |
| 2018  | San Antonio | 5  | 4  | 32.0 | .400 | .222 | .556 | 5.6 | 2.2 | 1.6 | .2  | 12.2 |
| 2019  | San Antonio | 7  | 0  | 25.6 | .400 | .421 | .824 | 7.1 | 1.7 | .4  | .7  | 11.1 |
| Total | Total       | 19 | 11 | 32.5 | .410 | .286 | .788 | 6.5 | 1.7 | 1.1 | .4  | 14.3 |

## Logros y reconocimientos
Universidad
- 2.º Equipo All-American (2006)

NBA
- Mejor quinteto de rookies de la NBA (2007)

Selección
- Mundial de Turquía 2010
- Mundial de España 2014

### Partidos ganados sobre la bocina
|      | con Memphis Grizzlies        |
|      | con San Antonio Spurs        |
| (PO) | Denota un partido de PlayOff |

| Número | Tiro               | Margen | Resultado | Oponente          | Fecha                   |
| ------ | ------------------ | ------ | --------- | ----------------- | ----------------------- |
| 1      | Tiro de tres       | Empate | 85-88     | San Antonio Spurs | 19 de diciembre de 2007 |
| 2      | Tiro en suspensión | Empate | 84-86     | Orlando Magic     | 31 de octubre de 2008   |
| 3      | Tiro en suspensión | Empate | 95-97     | Miami Heat        | 20 de noviembre de 2010 |
| 4      | Tiro en suspensión | Empate | 124-126   | Phoenix Suns      | 29 de enero de 2019     |